# Бер, Карл Юлиус Петер
Карл Юлиус Петер Бер (нем. Carl Julius Peter Behr; 28 октября 1874, Гамбург — 16 ноября 1943) — немецкий офтальмолог, профессор Гамбургского и Кильского университетов; его именем назван синдром Бера (1905).

## Биография
Карл Юлий Петер Бер родился 28 октября 1874 года в Гамбурге; в 1900 году он защитил диссертацию в университете Киля и стал кандидатом медицинских наук. После этого он стал медицинским ассистентом в Университетской больнице Гамбург-Эппендорф (Universitätsklinikum Hamburg-Eppendorf), расположенный в районе Эппендорф города Гамбург, и в клинике Святого Георгия (Allgemeines Krankenhaus St. Georg), также расположенной в Гамбурге. В 1910 году он защитил докторскую диссертацию в Киле; в 1916 году он стал экстраординарным профессором в Кильском университете. В 1923 году Карл Бер был назначен директором глазной клиники в Гамбурге. 11 ноября 1933 года он был среди более 900 ученых и преподавателей немецких университетов и вузов, подписавших «Заявление профессоров о поддержке Адольфа Гитлера и национал-социалистического государства».
Уже после окончания Второй мировой войны, в 1945 году, Бер — умерший 16 ноября 1943 — был сменен Освальдом Марчесани (нем. Oswald Marchesani; 1900—1952) на посту директора клиники — Марчесани получил приглашение занят это место еще в начале года. В своей работе Бер специализировался на нейро-офтальмологических аберрациях глаза (neuro-ophtalmologische Fehlentwicklungen); его именем был назван синдром Бера (1905).

## Работы
- Die Lehre von den Pupillenbewegungen Berlin (1925).
- Lider-Tränensekretion, Trigeminus, Pupille, Akkommodation, Heterochromie, Sympathikus (1927).
- Auge und Nervensystem, Handbuch der Ophtalmologie, Bd. 6, Berlin 1931.
- Der Augenbefund in seiner diagnostischen und differentialdiagnostischen Bedeutung bei Tabes dorsalis, Lues cerebrospinalis, Multipler Sklerose (1936).